# 興銀租賃股份
興銀租賃股份有限公司，簡稱興銀租賃股份及興銀租賃（日語：興銀リース株式会社，東證1部：8425），前日本興業銀行（瑞穗金融集團前身）旗下公司，位於日本東京都中央區綜合租賃第8位。
業務經營汽車、房屋等租賃金融行業。現時總裁為阿部勗，總部為東京都中央区京橋二丁目3番19号。1969年當時以「太平洋租賃股份有限公司」成立的，其後在1981年更名，到了2004年10月，在東京證券交易所第二板上市，2005年升格為第一板上市。但是值得一提，便是在1947年12月13日，當時設立光南機工股份有限公司，主要經營電機工業，在1980年4月1日，則被前身為「太平洋租賃股份有限公司」吞併。故此則以1969年12月1日成立的。

## 連結
- ibji.co.jp 興銀租賃股份有限公司